# 島村龍乃介
島村 龍乃介（しまむら りゅうのすけ、2002年〈平成14年〉8月7日 - ）は、日本の俳優である。大阪府出身。所属事務所はエイベックス・マネジメントを経て、現在はホリプロ所属。

## 略歴
- 2017年、『BOYS & GIRLS Dance Vocal Audition 2016』のファイナリストになり、育成ユニット「α‐X's（アクロス）」に加わる。
- 2018年、『ホリプロメンズスターオーディション』でファイナリストに選ばれ、ホリプロに移籍する。
- 2019年、ドラマ『TWO WEEKS』で俳優デビュー。7月12日には公式Instagramを開設。

## 人物
- 芸能界を志したきっかけは、小学4年生のときに、藤原竜也主演映画『デスノート』を観て、「お芝居をしている皆さんの姿がとにかくカッコよくて、その世界に自分も飛び込んでみたい！」と思ったため[2]。
- 好きなスポーツはサッカー。サッカーのリフティングの回数は誰にも負けない自信がある。スポーツはどんな種目でもこなすが、唯一苦手なのがバスケ。なぜかシュートが打てない[2]。
- 特技はダンス。
- オーディションでは昔からやっていたサッカーのリフティングとダンスを披露[3]。
- 祖父母の家で「チョコ」「プリン」という名前のトイプードルを飼っている。
- 好きな季節は春。
- ラーメンで好きな味は豚骨。
- 靴のサイズは28.0cm
- 好きな女性のタイプはありのままの自分を出してくれる人。理想のデートプランは、ラウンドワンのスポッチャとかで朝から夜まで遊び尽くしたい[4]。
- 趣味は映画鑑賞。
- 左利きである。

## 出演
太字は主演

### テレビドラマ
- TWO WEEKS（2019年7月16日 - 9月17日、カンテレ・フジテレビ） - 久我融 役[5]
- 女子高生の無駄づかい（2020年1月24日 - 3月6日 、テレビ朝日） - 倉本 役
- ワンモア（2021年4月6日 - 5月18日、メ〜テレ） - 木嶋勇也 役
- 日本沈没-希望のひと-（2021年10月10日 - 12月12日、TBSテレビ） - 天海啓示（高校時代）役
- スナック キズツキ 第9話（2021年12月3日、テレビ東京） - 佐伯洋介 役
- 青春シンデレラ（2022年10月17日 - 、朝日放送テレビ） - 海野雄二 役[6][7]
- 家族だから愛したんじゃなくて、愛したのが家族だった 第1話・第9話・最終話（2023年5月14日・7月9日・16日、NHK BSプレミアム・NHK BS4K / 2024年7月9日、NHK総合） - 小平旭 役
- アンメット ある脳外科医の日記 第2話（2024年4月22日、フジテレビ） - 鎌田亮介 役[8]
- テレビ東京開局60周年特別企画ドラマスペシャル 生きとし生けるもの（2024年5月6日、テレビ東京系） - 成瀬翔の高校生時代 役[9]
- 特捜9 season7 第8話（2024年5月22日、テレビ朝日） - 新田春斗 役[10]
- アイメイド・マーメイド（2024年8月4日 - 、テレビ神奈川） - 颯太 役[11]
- 週末旅の極意2〜家族って近くにいて遠いもの〜（2025年1月10日 - 2月28日、テレビ東京） - 山岡誠 役[12]
- なんで私が神説教（2025年4月12日 - 6月14日、日本テレビ） - 田沢太一 役[13]

### テレビ番組
- THE突破ファイル（2022年2月24日、日本テレビ） - シンジ 役（再現VTR・「突破交番」）[14]

### ウェブドラマ
- Hulu U35 クリエイターズ・チャレンジ「瑠璃とカラス」（2022年2月18日、Hulu） - 大谷ラク 役

### 映画
- 461個のおべんとう（2020年11月6日公開）
- 花束みたいな恋をした（2021年1月29日公開）
- ゼンブ・オブ・トーキョー（2024年10月25日公開） - 守谷道宏 役[1]

### 舞台
- 舞台『弱虫ペダル』The Cadence！（2022年7月5日 - 18日、シアター1010 他） - 小野田坂道 役[15]
  - 舞台『弱虫ペダル』THE DAY 2（2024年3月1日 - 10日、天王洲 銀河劇場）[16]
  - 舞台『弱虫ペダル』Over the sweat and tears（2024年8月31日 - 9月8日、シアターH）[17]
- 音楽朗読劇『ひまわりの歌〜ヘブンズ・レコードからの景色〜』（2025年1月17日 - 26日、神戸朝日ホール / 1月30日 - 2月8日、有楽町朝日ホール）[18]
- 舞台『世界の終りとハードボイルド・ワンダーランド』（2026年1月10日 - 3月1日〈予定〉、東京芸術劇場 プレイハウス 他） - 世界の終りの僕 役（駒木根葵汰とダブルキャスト）[19][20]

### CM
- 帝人
  - （2023年10月30日 - ）[21]
  - （2024年10月17日 - ）[22][23]
- ASUS Google Chromebook Plus（2024年11月13日 - ）[24]
- ORIX HOTELS & RESORTS×週末旅の極意2〜家族って近くにいて遠いもの〜 コラボレーションCM（2025年1月[注 1] - ） - 山岡誠 役[25]